# Q1 (건물)
Q1(Q1 building 또는 Q1 Tower, Q1은 퀸즐랜드 넘버 원이라는 뜻)은 오스트레일리아 퀸즐랜드의 골드코스트에 위치한 마천루로, 2005년에 완공된 275m의 건물이다.

## 높이
건물의 첨탑 높이는 323 미터이다. 첨탑 높이로서 세계에서 4번째로 높은 주거용 건물이며, 2016년까지는 세계에서 가장 높은 '아파트' 건물이다.
주거용 건물 가운데에서는 높이로써 두바이의 21세기 타워를 넘어선 것이다. Q1은 골드 코스트의 스카이라인에 있는 다른 건물들을 난장이처럼 작게 보이게 한다. 골드 코스트의 스카이라인에서 Q1 다음으로 높은 빌딩은 220m짜리 서클 온 캐빌의 북쪽 타워이다. 또한 240m짜리 소울 빌딩도 골드 코스트에서 건축 중이다.
멜버른에 있는 297m 높이의 유레카 타워도 오스트레일리아에서 가장 높은 빌딩 중 하나이자 가장 높은 주거용 빌딩 중 하나이다. 유레카 타워는 층별 간격도 크고, 층수도 더 많지만, 첨탑을 갖고 있지 않아 첨탑 높이에서 Q1에 밀린다. 하지만 유레카 타워는 CTBUH의 순위 체계에서는 네 가지 기준 중 두 가지 기준 - 지붕 높이, 최고거주층 높이 기준으로 따지면 Q1에 앞선다. 다른 두 기준 - 첨탑 높이와 구조물 높이로 따지면 Q1이 높다. 대조해 보면, Q1의 최고층 높이는 235m이고, 유레카 타워의 지붕 높이보다는 62m가 낮다.
2010년 1월 4일, 두바이에 부르즈 할리파가 개장하면서, 세계 최고층의 "주거용" 건물이라는 타이틀을 잃게 되었다. 하지만 주거"만"을 용도로 사용하는 "아파트 건물" 중에서는 여전히 세계에서 가장 높다.

## 건물 설계와 건축
Q1은 아텔리어 SDG(Atelier SDG)라는 회사가 설계하였다. 시드니 오페라 하우스 및 시드니 올림픽의 성화 모양에 영향을 받았다. 건물의 이름은 오스트레일리아의 1920년 올림픽 조정 팀의 이름 "Q1"을 따서 지어졌다.
선랜드 그룹이 개발사이다. 선랜드 건설이 시공하였다. 건물은 2005년 엠포리스 마천루 상을 수상하였다. 스웨덴의 터닝 토르소 다음으로 2등을 차지하였다.

## 전망대

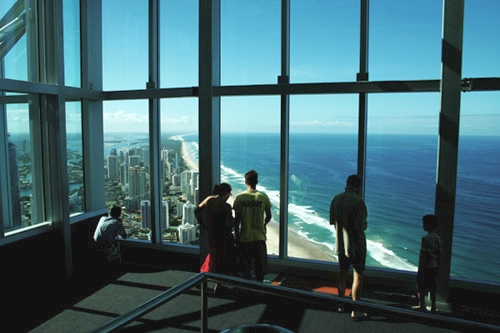
Q1 전망대에서 바라본 광경

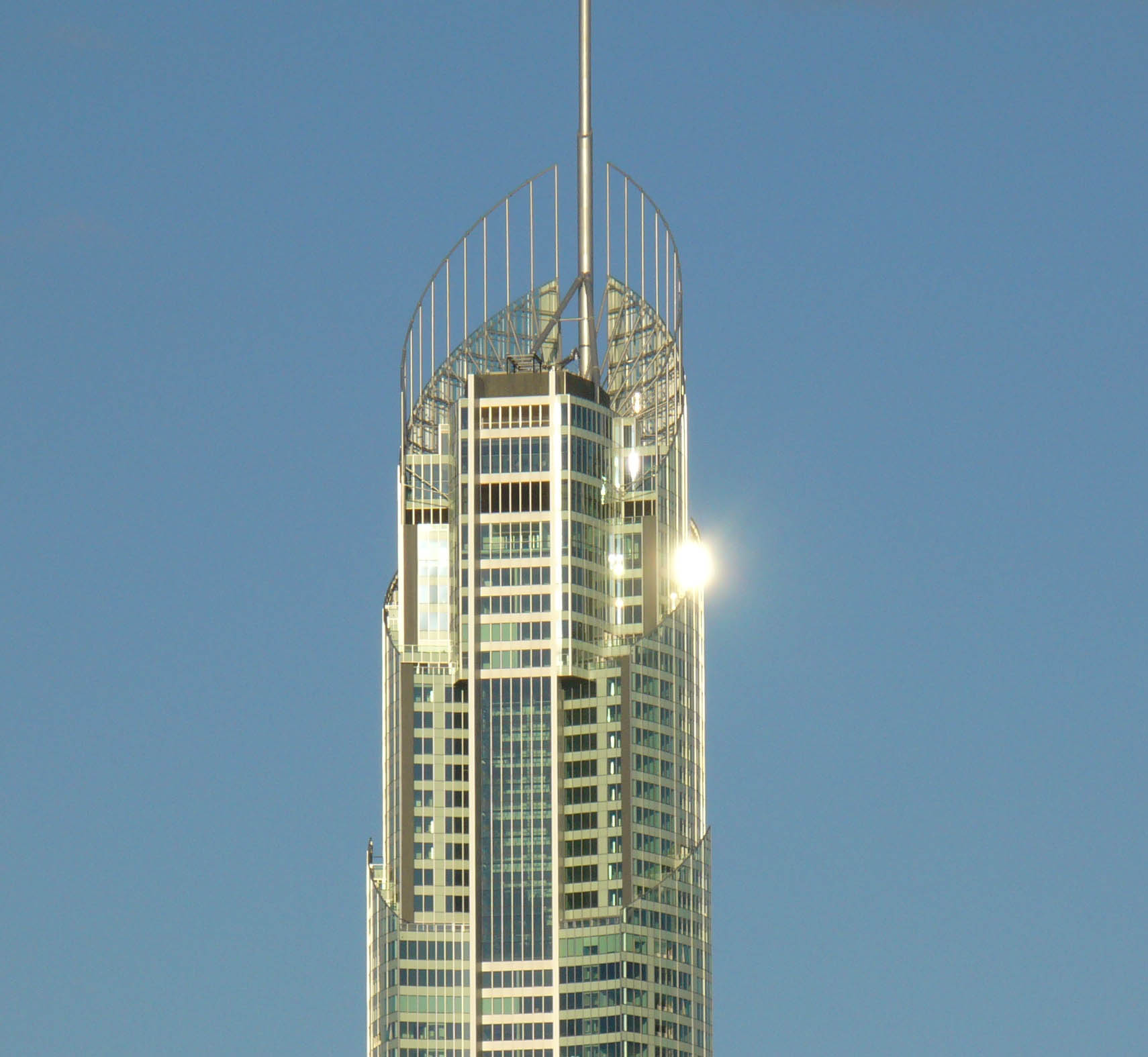
뒷면에서 바라본 Q1의 꼭대기

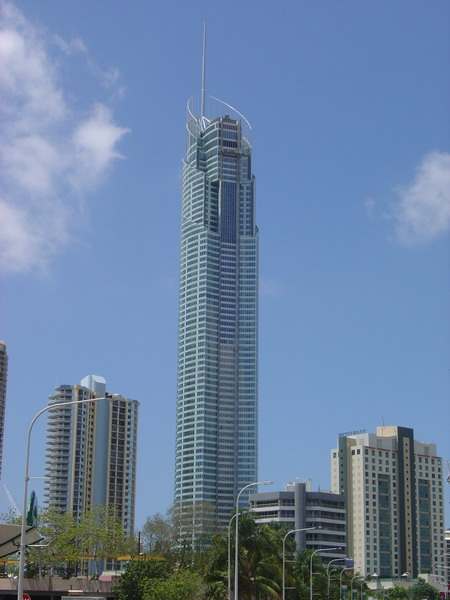
Q1

전망대는 77층과 78층에 위치한다. 400여 명을 수용한다. 바다 및 해안선에 대한 전망을 가진 세계에서 몇 개 안 되는 전망대 중 하나이다.

## 같이 보기
- 마천루 목록
- 월드 원
- 432 파크 애비뉴